# Vaillac
Vaillac è un comune francese soppresso e frazione del dipartimento del Lot della regione dell'Occitania. Dal 1º gennaio 2016 si è fuso con i comuni di Beaumat, Fontanes-du-Causse, Labastide-Murat, e Saint-Sauveur-la-Vallée per formare il nuovo comune di Cœur-de-Causse.

## Società

### Evoluzione demografica
Abitanti censiti